# Mandunyane
Mandunyane is een dorp in het district Central in Botswana. De plaats telt 3589 inwoners (2011).